# 长白茶藨子
长白茶藨子（学名：Ribes komarovii）为虎耳草科茶藨子属下的一个种。

## 扩展阅读
- 維基物種上的相關：长白茶藨子